# Atacama-Skelett
Atacama-Skelett (kurz Ata) (alternativ: Atacama-Frühchen, Mädchen aus La Noria, oder Atacama-Humanoid) ist die Bezeichnung für einen natürlich mumifizierten Leichnam aus Chile. Aufgrund seines ungewöhnlichen Aussehens wurde ihm nach seiner Entdeckung eine extraterrestrische Herkunft zugesprochen. Es handelt sich allerdings um ein in den 1970er Jahren bei der Geburt gestorbenes Mädchen von 15 cm Größe, mit genetischen Mutationen, die zu Kleinwuchs, vorzeitiger Vergreisung und Fehlbildungen führten. Der sorgfältig bestattete Leichnam wurde im Jahr 2003 von einem Plünderer bei der Kirche der Geisterstadt La Noria in der Atacama-Wüste aufgefunden. Er wurde außer Landes geschmuggelt und zum Objekt sowohl Alien-Spekulationen als auch wissenschaftlicher Untersuchungen.

## Analysen

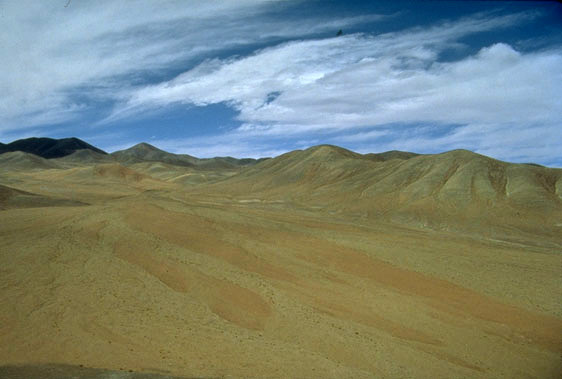
Atacama-Wüste

Die Mumie wurde 2003 von Oscar Muñoz in 56 km Entfernung von der chilenischen Stadt Iquique bei La Noria in der Atacama-Wüste gefunden. Der gegenwärtige Eigentümer der Mumie ist der spanische Geschäftsmann Ramón Navia-Osorio.
Der Mikrobiologe und Genforscher Garry Nolan von der Stanford University stellte mit einer DNS-Analyse fest, dass die Mumie zweifelsfrei ein Mensch ist, wenn auch ein äußerst rätselhafter. Die Untersuchung ergab, dass die DNS der Mumie zu 91 % mit der von gewöhnlichen Menschen übereinstimmt. Die Nichtübereinstimmung in den anderen 9 % könnte auf verschiedene Arten erklärt werden, einschließlich DNS-Abbau im Skelett. Die DNS könnte sich im Zeitverlauf abgebaut haben, da diese Probe wahrscheinlich mindestens Jahrzehnte alt oder älter ist. Die Haplogruppe B (mtDNA) belegt, dass die Mutter von der Westküste Südamerikas stammte. Die Mumie weist eine Größe von 13 Zentimetern, eine Schädeldeformation und eine um 2 verminderte Rippenzahl auf. Röntgenaufnahmen der Wachstumsfuge im Skelett lassen eine Lebenszeit von sechs bis acht Jahren vermuten.
Der Paläoanthropologe William L. Jungers von der Stony Brook University nimmt an, dass Progerie den Fötus befallen hatte, was eine Fehlgeburt auslöste. Dies widerspricht allerdings der Analyse von Gerry Nolan, wonach die Mumie in der Kniefuge Epiphysenkerne aufweist. Dies sind Knochenkerne, die sich erst im Lauf der Kindheit herausbilden. Demnach wäre der Mensch nicht tot oder sterbend zur Welt gekommen, sondern sechs bis acht Jahre alt geworden. Im weiteren Verlauf seiner Analysen gab er jedoch bekannt, dass er nicht mehr so ganz von seiner anfänglichen Hypothese überzeugt sei. Jürgen Spranger, der auf Anfrage die Röntgenaufnahmen der Mumie untersucht hat, zweifelt am Befund über Atas Lebensalter. So sprächen die in den Kniefugen gefundenen Epiphysenkerne dafür, dass Ata mehrere Jahre gelebt hat, dafür fehlten aber diverse Verknöcherungen, etwa in den Händen sowie am Schambein, die bei einem Kind eigentlich vorhanden sein müssten. Seiner Ansicht nach handle es sich um einen Fötus in etwa der 24. Schwangerschaftswoche, der wahrscheinlich am sogenannten Wiedemann-Rautenstrauch-Syndrom gelitten habe. Ursache dieses autosomal rezessiven Syndroms sind Mutationen im Gen POLR3A. Der Experte für Skelettfehlbildungen Ralph Lachman, der die Mumie zusammen mit Nolan untersuchte, gab in seinem Bericht bekannt, dass sie Mutationen im Skelett aufweist:

„Dieses Exemplar lässt sich in keine mir bekannte Art von Störungen oder Syndromen einordnen. […] Es gibt keine bekannte Form des Kleinwuchses, die alle bei diesem Exemplar auffälligen Anomalien erklären könnte […] Keine dieser Mutationen sind dafür bekannt, alle beobachteten Anomalien hervorzurufen.“

Die größten Anomalien sind laut Lachman:
- die Größe, die nicht zum scheinbaren Alter von 6–8 Jahren passt
- das Vorliegen einer Mittelgesichtshypoplasie
- die Unterentwicklung des Kiefers
- das Vorliegen von nur zehn Rippen (Menschen haben für gewöhnlich zwölf, selten elf)

Weiterhin stellt er fest, dass die Proportionen des Rückens und der Extremitäten in vielerlei Hinsicht normal seien.
Eine im März 2018 in der Fachzeitschrift Genome Research erschienene wissenschaftliche Publikation von Bhattacharya et al. kam zu dem Schluss, dass es sich bei der Mumie um ein offensichtlich schwer missgebildetes weibliches Neugeborenes gehandelt habe, das in den 1960er Jahren entweder tot geboren oder kurz nach der Geburt gestorben sei. Die genetische Analyse zeigte zahlreiche Mutationen in Genen, die für die Knochenentwicklung wichtig sind. Mutationen in diesen Genen führten bekanntermaßen zu schweren Skelett- und Muskelanomalien und Zwergwuchs. Dadurch sei es zu erklären, dass das Knochenreifungsalter deutlich älter erscheine, als es wohl in Wirklichkeit sei. Die Ergebnisse werden teilweise kontrovers diskutiert. Laut Halcrow et al. gibt es keine Hinweise auf die von Bhattacharya et al. behaupteten Skelettanomalien.

## Entdeckung und Kommerzialisierung
Die Mumie wurde in der Umgebung der Kirche der Geisterstadt La Noria in der Atacamawüste im Norden Chiles entdeckt. So berichtete es der Finder Oscar Muñoz mit einer gewissen Unschärfe der lokalen Presse und einem überregionalen Fernsehsender. Da es sich um einen Leichnam handelt, kommt somit als möglicher Fundort der nahe gelegene Friedhof in Frage, auf dem schon häufiger Gräber auf der Suche nach Wertgegenständen geöffnet wurden. Als Funddatum wurde – ebenfalls recht vage – der Winter 2003 angegeben. Nach den Jahreszeiten auf der Südhalbkugel entspricht dies dem Zeitraum von Juni bis September.
Nach eigenen Angaben war der Finder mit Schaufel und Hacke auf der Suche, als er den kleinen in ein weißes Tuch eingewickelten Körper fand. Das Tuch war mit einem violetten Band verschnürt. Den Fund zeigte er anderen Personen, die wie er unterwegs waren. Bei dieser Gelegenheit wurde das erste Foto von Alejandro Dávalos aufgenommen, der dieses an die sogenannte UFO-Forschungsgruppe Chile (span.: Agrupación de Investigaciones Ovniológicas de Chile) weitergab. Einige Tage nach der Entdeckung wurde die Mumie für 30.000 Pesos (damals rund 37 €) an einen Gastronomen in Iquique abgegeben, dem der Finder auch sonst seine Funde verkaufte.
Die erste Veröffentlichung zu dem Fund erschien am 9. Oktober 2003 in der Tageszeitung El Mercurio de Antofagasta. Zu dieser Zeit befand sich die Mumie im Besitz eines Sammlers, der nicht genannt werden wollte. Am 19. Oktober 2003 folgte eine zweite, ausführlichere Reportage in der lokalen Tageszeitung La Estrella de Iquique. Fotos wurden zu Preisen von 630 € für eins, bzw. 950 € für zwei angeboten. Angeblich wurden für die Mumie rund 100.000 € geboten. Der Biologe Walter Seinfeld von der Universidad Arturo Prat wurde durch die Lokalpresse zu dem Fund befragt. Aufgrund der ihm vorgelegten Fotos identifizierte er die Mumie als menschlich. Dabei machte er darauf aufmerksam, dass es sich bei diesem Objekt um einen Leichnam handelte, und forderte die Besitzer auf, diesen herauszugeben.
Somit war die Entdeckung der Mumie das Ergebnis einer in der Region verbreiteten Grabräuberei. Es ist nicht bekannt, wann und unter welchen Umständen die Mumie Chile verlassen hat. Angeblich hat der Spanier, in dessen Besitz sie in Barcelona wiederauftauchte, sie von dem Gastronomen aus Iquique gekauft. Es gibt Gerüchte darüber, dass gleichzeitig noch eine zweite Mumie gefunden worden sein soll.
Insbesondere nachdem Anfang 2018 die Studie von Nolan und Butte erschienen war, wurde der Umgang mit dem Leichnam unter ethischen und legalen Gesichtspunkten in Chile und international zunehmend heftig kritisiert. Chilenische Anthropologen legten dar, dass nach den bestehenden Gesetzen die Plünderung des Grabes und die Ausfuhr der Mumie illegal waren. Die chilenische Denkmalschutzbehörde (Consejo de Monumentos Nacionales) leitete bald darauf ein Ermittlungsverfahren unter dem Vorwurf der Grabräuberei und des Schmuggels ein. Da es durchaus im Rahmen des Möglichen liegt, dass die Eltern und andere nahe Verwandte des toten Mädchens noch leben, sahen manche das Pietätsempfinden der Angehörigen missachtet. Schließlich forderten auch die untersuchenden Wissenschaftler den Leichnam für eine Beerdigung nach Chile zurückzubringen. Möglicherweise ist das inzwischen auch so geschehen.

## Ähnliche Funde
- Atta Boy: Irgendwo in oder bei der Atacamawüste gefunden. Erstmals wurde 1933 über den Fund berichtet.[32]
- Aljoschenka: angeblich 1996 in der Nähe von Kyschtym in Russland gefunden. Die Finderin, die das Geschöpf „adoptiert“ haben soll, wurde später wegen Schizophrenie in eine Psychiatrie eingeliefert. Daraufhin soll Aljoschenka gestorben sein, da sich niemand mehr um das Geschöpf gekümmert habe.[33] Dr. Irina Yermolaeva analysierte den Leichnam und erklärte, dass es sich um einen echten mumifizierten Körper handle, der einst lebendes Gewebe war. Sie folgerte, dass es sich um ein fehlgebildetes Frühgeborenes handle, was möglicherweise auf die weitreichenden Folgen des Kyschtym-Unfall von 1957 zurückzuführen sei.

## Presse
- Rätsel um „Alien“-Mumie gelöst In: Der Standard
- Rätsel der „Alien“-Mumie gelöst In: scinexx, 23. März 2018, abgerufen am 7. Dezember 2018
- Richard Stone: Bizarre 6-Inch Skeleton Shown to Be Human. In: sciencemag.org (englisch)
- Christie Rizk: Atacama Humanoid Is Human, Researchers Say. In: medicaldaily.com (englisch)